# Скалолазный маршрут
Маршрут в скалолазании — последовательность перехватов в скалолазании на естественном или искусственном рельефе. Для определения уровня сложности трасс используют категории.

## Классификация маршрутов
Маршруты делят в зависимости от вида лазания:
- Маршруты на естественном рельефе (скалах)
- Маршруты на искусственном рельефе (стенде или «фанере»)

Маршруты на естественном рельефе могут быть пробиты, то есть оборудованные шлямбурами для страховки и трэд-маршруты, на которых страховка обеспечивается точками, которые лезущий закладывает сам. Как правило, для страховки используют френды.
Кроме одноверёвочных маршрутов выделяют мультипитчи, состоящие из нескольких последовательно расположенных маршрутов, каждый из которых имеет собственную категорию трудности.
Короткие трассы, которые лезут без верёвки, называют «боулдерами». Если высота больше 5 метров, то трассу называют «хайболл». Для безопасности в боулдеринге используют крэшпады и гимнастическую страховку.

## Создание трассы
На стенде трассы и боулдеринги накручивают постановщики трасс (рутсеттеры) при помощи зацепок и рельефов.
На скалах трассы пробивают. Это трудоёмкий процесс, который включает поиск соответствующей линии маршрута, очистку от земли, корней, мха и «живых камней», пробивку шлямбурами. Шлямбурная дорожка заканчивается станцией из минимум 2 сблокированных точек. Иногда естественные трассы дорабатывают при помощи клеёных зацепок или долблёнок. Хрупкий рельеф также могут смазывать клеем или раствором.
Боулдеринговые проблемы тоже нужно находить и чистить, но не нужно пробивать.
Трассы или боулдеринги образуют скалолазные районы.
В отличие от европейской традиции, где название маршруту даёт пробивщик, в США название трассе даёт тот, кто её первый преодолеет.

## Прохождение маршрута
Спортивное прохождение трассы — это прохождение чистым лазанием (не нагружая точки страховки) без срывов до конца маршрута с нижней страховкой. Трассу также можно пролезть с верхней страховкой. Некоторые скалолазы практикуют фри соло.
Трассу, которую ещё не прошли, называют «проект», и её категорию сложности оценивают приблизительно.